# Distretto di Huanca
Il distretto di Huanca è uno dei venti distretti della provincia di Caylloma, in Perù. Si trova nella regione di Arequipa e si estende su una superficie di 391,16 chilometri quadrati.

Istituito il 14 febbraio 1927, ha per capitale la città di Huanca; al censimento 2005 contava 1.919 abitanti.